# Strupice-Folwark
Strupice-Folwark – część wsi Strupice w Polsce, położona w województwie świętokrzyskim, w powiecie ostrowieckim, w gminie Waśniów.
W latach 1975—1998 Strupice-Folwark administracyjnie należały do województwa kieleckiego.